# SFC Opava
Le Slezský fotbalový club Opava est un club tchèque de football basé à Opava et fondé en 1907.

## Histoire
La meilleure place obtenue par le club en première division tchèque est une quatrième place en 1996.
Le SFC Opava participe à la Coupe Intertoto 1996 et termine troisième du groupe 8 composé du FK Kamaz Naberejnye Tchelny, du TSV 1860 Munich, du FK Spartak Varna et du ŁKS Łódź.

## Noms précédents
- 1907 : Troppauer Fussball Verein
- 1909 : Deutscher Sport Verein Troppau
- 1945 : SK Slezan Opava
- 1947 : SK Slezská Slavia Opava
- 1948 : Posádková XI Opava
- 1949 : Sokol Slezan Opava
- 1950 : Ostroj Opava
- 1952 : Ostroj i SPJP Opava
- 1953 : Dobrovolná sportovní organizace Baník Opava
- 1955 : TJ Tatran Opava
- 1958 : TJ Ostroj Opava
- 1989 : FK Ostroj Opava
- 1994 : FC Kaučuk Opava
- 1998 : Slezský FC Opava

## Palmarès
- Coupe de Tchéquie
  - Finaliste : 2017